# Weierstrass (Mondkrater)
Weierstrass ist ein Einschlagkrater auf der Mondvorderseite westlich des Mare Smythii, nordöstlich des großen Kraters Gilbert und unmittelbar nordwestlich von Van Vleck. Der Kraterboden ist eben und der Kraterrand mäßig erodiert, am inneren Rand zeigen sich Spuren größerer Rutschungen.
Der Krater wurde 1976 von der IAU nach dem deutschen Mathematiker Karl Weierstraß offiziell benannt. Zuvor wurde der Krater als Gilbert N bezeichnet.